# Мала Рачна
Мала Рачна (словен. Mala Račna) — поселення в общині Гросуплє, Осреднєсловенський регіон, Словенія. Висота над рівнем моря: 347,8 м.